# Antón Sánchez de Segovia

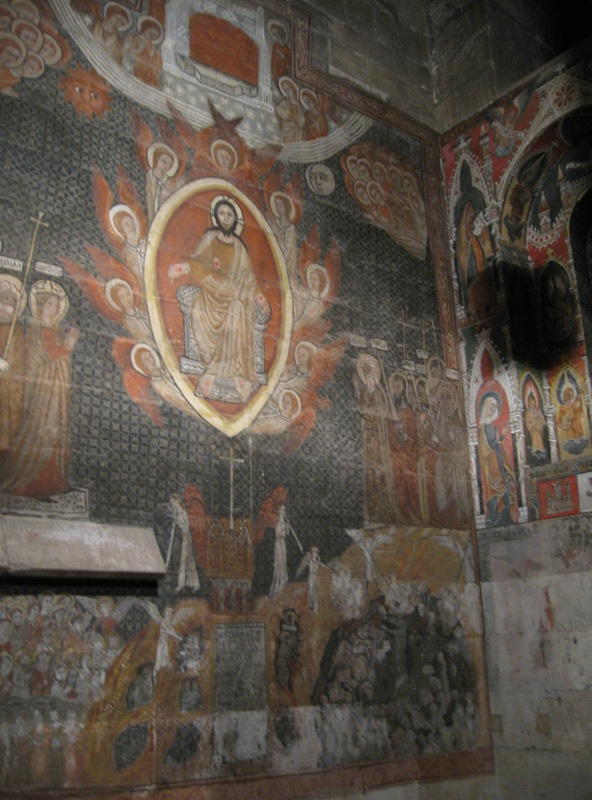
Mural na Catedral Vieja de Salamanca

Antón Sánchez de Segovia foi um pintor espanhol do estilo gótico, ativo em Salamanca na segunda metade do século XIII. 
É conhecido pelo conjunto de pinturas murais realizadas na capela de San Martín, também chamada "del Aceite", na Catedral Vieja de Salamanca. Datam de 1262. São as pinturas assinadas mais antigas da Europa. 